# Гірська країна

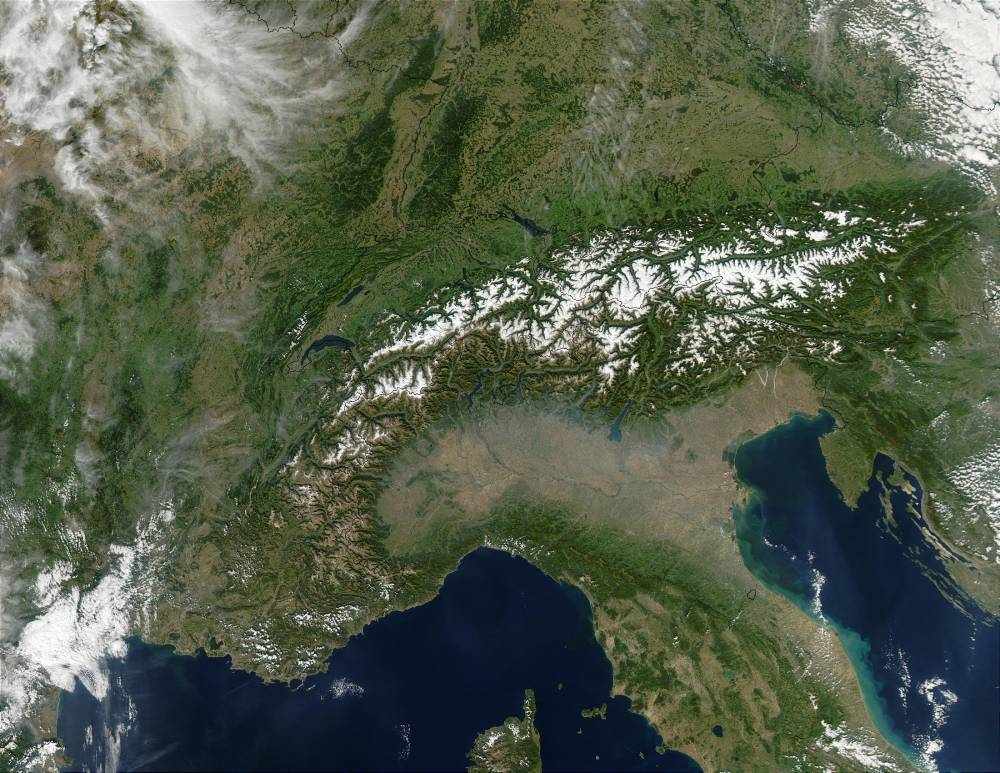
Альпи — знімок з космосу

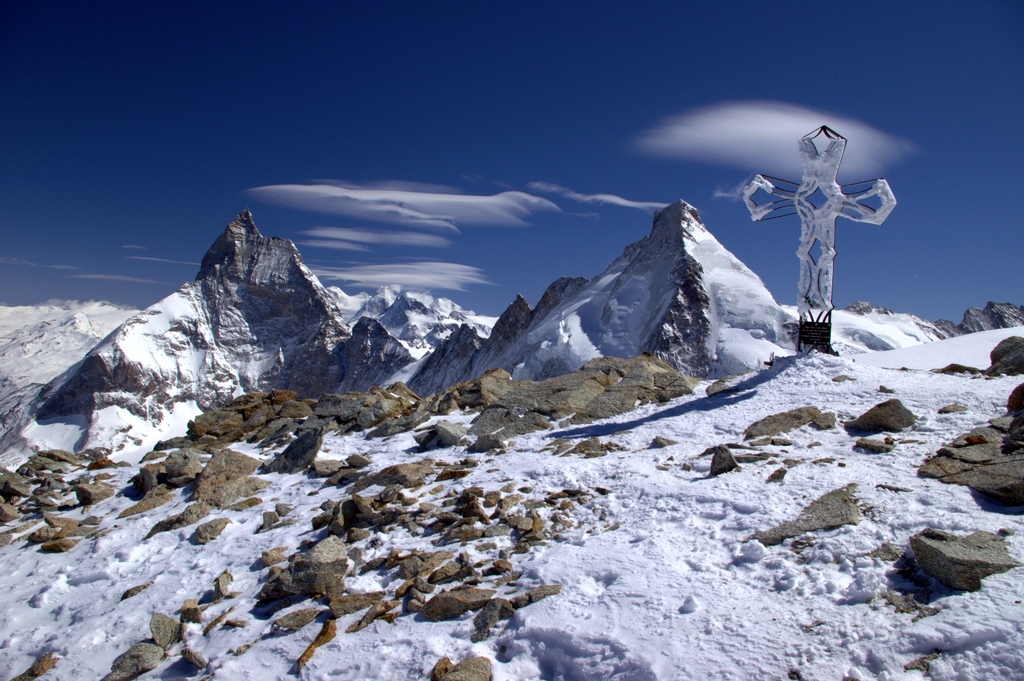
Альпи між Італією та Швейцарією

Гірська країна — велика ділянка земної поверхні великої протяжності (до кількох тисяч кілометрів) і складної конфігурації зі складчастою і складчасто-глибовою структурою земної кори, піднята до висоти кількох тисяч метрів над рівнем моря і навколишніх рівнин, що характеризується у своїх межах різкими коливаннями висот.
Має певні межі та географічну назву (наприклад: Альпи, Кавказ, Алтай, Памір, Тянь-Шань). Одна чи кілька гірських країн можуть входити до гірської системи або збігатися з нею. Іноді термін використовують як синонім терміна «гори».
Рельєф гірських країн є результатом складних деформацій земної кори, зумовлених тектонічними рухами, та подальшого розчленування, головним чином внаслідок діяльності, що розмиває річок.